# سفارة رومانيا في النرويج
سفارة رومانيا في النرويج هي أرفع تمثيل دبلوماسي لدولة رومانيا لدى النرويج. تقع السفارة في وهي تهدف لتعزيز المصالح الرومانية في النرويج.

## وصلات خارجية
- الموقع الرسمي
- قائمة سفارات رومانيا
- قائمة السفارات في النرويج